# Famille Pelletier de Chambure
La famille Pelletier de Chambure est une famille subsistante d’ancienne bourgeoisie.

## Origine
Petit-fils d’un recteur d’école d’Autun, fils d’un notaire morvandiau exerçant aux alentours d’Alligny-en-Morvan près Saulieu (actuel département de la Nièvre), Pierre Pelletier (1595-1652), également notaire, épouse la fille du seigneur de Palmaroux et de Nataloup. Il laisse Mathurin Pelletier, sieur de Chambure (1623-1692), contrôleur du grenier à sel de Saulieu, enrichi dans les tanneries, qui se constitue, sous Louis XIV, le fief de La Chaux, commune d’Alligny-en-Morvan, toujours aux mains de ses descendants. Ce dernier a pour fils Jacques-Léger Pelletier de Chambure (1659-1701), contrôleur au grenier à sel comme son père, lequel enregistre ses armes en 1696. Gendre du médecin de la marquise de Sévigné, il est à l’origine d’une succession de fortunés gabelous. A la fin de l’Ancien Régime, Hugues Pelletier de Chambure (1727-ap. 1792), seigneur de La Chaux et de Saint-Léger (Saint-Léger-des-Fourches, 21), sire de Marsilly, est père de douze enfants, dont quatre fils, auteurs respectifs de quatre branches ;
L’aînée s’éteint en 1832, avec le célèbre Auguste (Ier) de Chambure (1789-1832), ardent colonel s’étant suffisamment illustré sur les champs de bataille napoléoniens pour que son nom soit gravé sur l’Arc de triomphe.
La deuxième, qualifiée de denisienne, se subdivise en un rameau carlovicien, fixé en Franche-Comté, auquel appartient Alain de Chambure (1933-2010), directeur de France Musique, et un rameau franciscain, monté à Paris, rendu célèbre par le fondateur de l’Argus de la Presse, Auguste (II) de Chambure (1865-1943).
La troisième, dénommée ludovicienne, s’éteint en 1921.
A la quatrième, la plus prolifique, qualifiée de cadette, appartient Eugène-Andoche de Chambure (1813-1897), l’auteur du Glossaire du Morvan (Paris et Autun, 1878), père d’Henri (1835-1907), zouave pontifical.
Une autre branche, aujourd’hui éteinte, issue de Pierre Pelletier (1595-1652), est celle des seigneurs du Lac, laquelle a donné les branches d’Abon et de Nataloup, respectivement éteintes en 1911 et en 1931. A cette dernière appartient Etienne Pelletier de Nataloup dit Grandpré (1795-1861), avocat et candidat légitimiste invalidé à la députation en 1841.

## Armoiries
Les armes enregistrées dans l'Armorial général de 1696 par Pierre Pelletier, Conseiller clerc au Bailliage de Saulieux (sic) et son frère (Jacques-)Léger Pelletier, sieur de Chambure, Contrôleur au Grenier à sel de Saulieux (sic), sont : "D'argent à une ancre de sable."

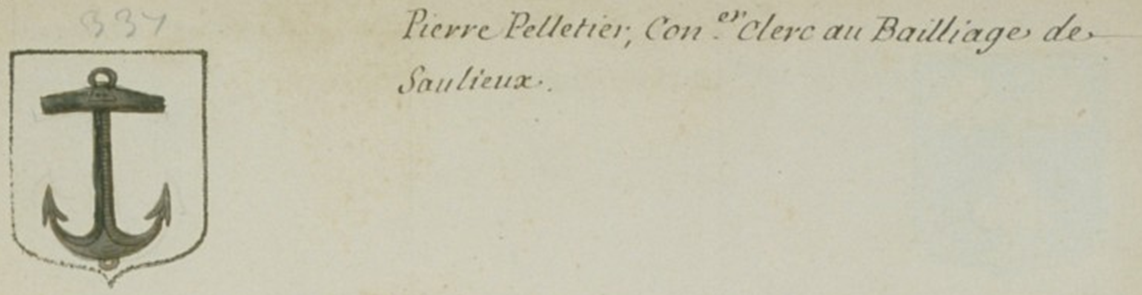
Armoiries de Pierre Pelletier. Armorial général, 1696.

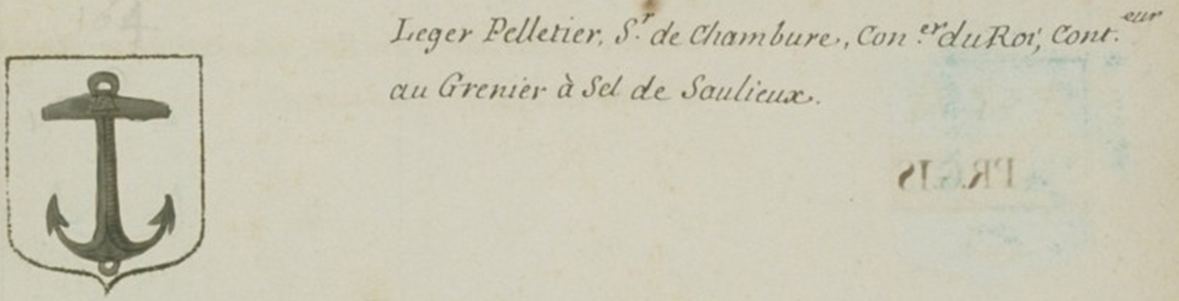
Armoiries de Léger Pelletier, sieur de Chambure. Armorial général, 1696.

Le blason en usage depuis le XVIIIe siècle est le suivant : « D'azur au chevron d'or accompagné de trois pommes de pin de même & surmonté d'une étoile d'argent. » Supports : deux lévriers colletés d'or. Devise : « Stella ducet. » (L’étoile te conduira). La couronne comtale est indûment ajoutée, cette famille n’étant ni titrée ni membre des familles de la noblesse française subsistante.

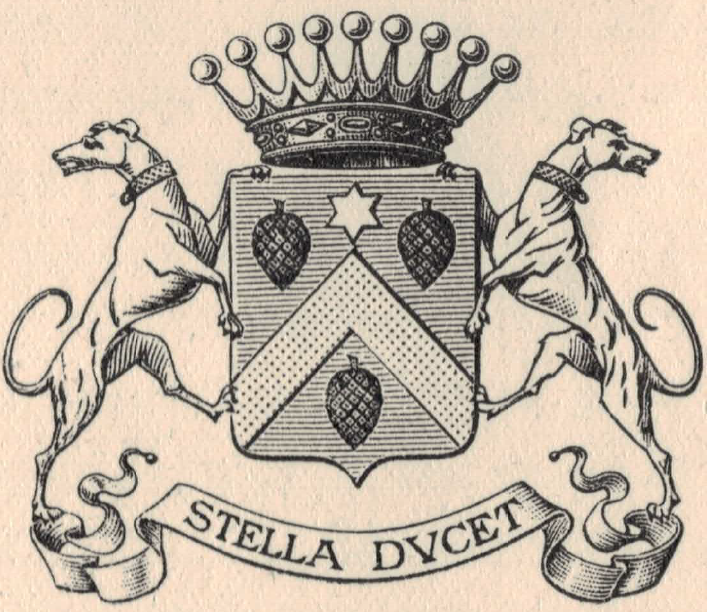
Armoiries Pelletier de Chambure selon l'Abbé Charrault.

## Seigneuries, sieuries, domaines
Palmaroux et Nataloup (Montsauche-les-Settons, 58), Chambure et La Chaux (Alligny-en-Morvan, 58), Saint-Léger-des-Fourches (21), Marsilly (?), Meillay (Bourgogne), le bois d’Eugny (Flavigny, 21). 

## Personnalités

### Personnalités civiles
- Alain de Chambure (1933-2010), directeur de France Musique.
- Auguste (II) dit le comte de Chambure (1865-1943), fondateur de l’Argus de la Presse[12],[13].
- Élisabeth de Chambure (1902-1945), baronne de Becker-Rémy, puis baronne Philippe de Rothschild.
- Hubert de Chambure (1903-1953), planteur en Indochine, propriétaire d'une écurie de chevaux de courses & du haras d'Etreham, dans le Calvados, marié à la célèbre musicologue Geneviève Thibault (1902-1975), père de Béatrice de Chambure (1936-2015), championne de France de tennis.
- Louis Mathurin Pelletier de Chambure (1769-1854) dit le marquis de Chambure (faux titre, n'étant ni noble ni titré), sous l’Empire, directeur général des Postes du royaume de Hollande & des sept départements réunis[14].
- Claude Denis Pelletier de Chambure (1775-1865), directeur général des Postes des armées d'Italie puis inspecteur des postes, chevalier de la Légion d’honneur, chevalier de l'Ordre de Malte[15].
- Eugène-Andoche Pelletier de Chambure (1813-1897), conseiller général de la Nièvre (La Presse, p. 3, 6 août 1852), érudit local, auteur du Glossaire du Morvan, bibliophile, ami de Charles de Montalembert et du peintre Millet (qui réalise son portrait)[16],[7].

### Personnalités militaires
- Auguste (Ier) Pelletier de Chambure (1789-1832), colonel d’état-major et héros de l’épopée napoléonienne, se distinguant particulièrement au siège de Dantzig en 1813.
- Denis Daniel Ernest Pelletier de Chambure (1822-1881), ancien élève de Saint-Cyr (promotion d’Italie 1846-1848), capitaine de chasseurs à cheval le 28 juin 1858[17].
- Daniel Pelletier de Chambure (1856-1924), ancien élève de Saint-Cyr (promotion Dernière de Wagram (1875-1877), colonel d’infanterie, officier de la Légion d’honneur[18].
- Jean (Ier) (1892-1967), ingénieur de l'École polytechnique (le 17 septembre 1912) et de l'École supérieure d'électricité, l’un des premiers officiers à servir dans une escadrille de l'aviation, chevalier de la Légion d’honneur (Ministère du commerce, 8 février 1938), Croix de guerre avec palme[19],[20].
- Yves de Chambure (1923-2008), ancien élève du M. I. T. de Boston et ingénieur E. S. E. Engagé volontaire dans les Forces Françaises Libres en Novembre 1942, il est promu aspirant à l'École des Cadets en Grande Bretagne (promotion Corse & Savoie) puis devient officier de liaison auprès des troupes alliées en campagne jusqu'à la Libération.
- Maurice de Chambure (1867-1917), ingénieur de l'École des mines, capitaine du 19e     régiment de chasseurs, puis chef de bataillon au 73e Régiment Territorial d’Infanterie, chevalier de la Légion d’honneur (le 12 décembre 1917), Croix de guerre, mort pour la France[21].
- Abel de Chambure (1872-ap. 1942), commandant de cavalerie, officier de la     Légion d’honneur, Croix de guerre[22].
- Alexandre, (1800-1868), polytechnicien, capitaine d’artillerie (1838), sous-intendant militaire de première classe par décret du 16 avril 1853, président de l'Institut Egyptien du Caire, chevalier de la Légion d’honneur[14].
- Henri de Chambure (1835-1907), licencié en droit, chartiste (promotion du 21 novembre 1859), sergent aux Zouave Pontificaux, chevalier de Pie IX, décoré de la médaille Bene merenti, secrétaire du général de Charette (1861-1862)[8],[23].
- Pierre de Chambure (1872-1924), ancien élève de Saint-Cyr (promotion Jeanne d’Arc (1893-1895), capitaine de cavalerie[24].
- Joseph de Chambure d’Hugémont (1870-1942), capitaine-commandant au 120e d’artillerie en avril 1917, Croix de guerre, médaille de Verdun[25].
- Jacques de Chambure (1899-1982), officier de la Légion d’honneur (17 avril 1981), Croix de guerre.

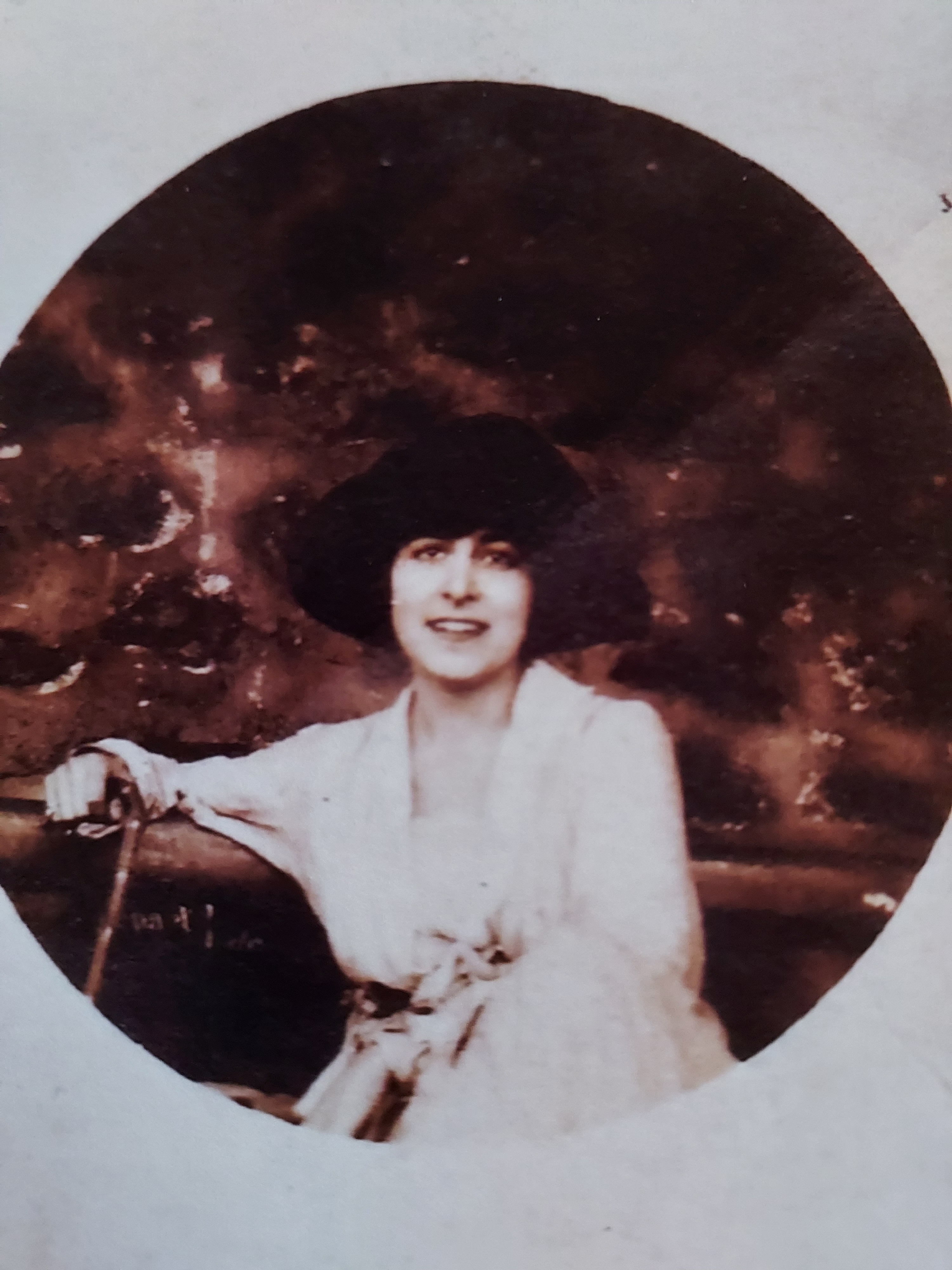
Elisabeth de Chambure (1902-1945).
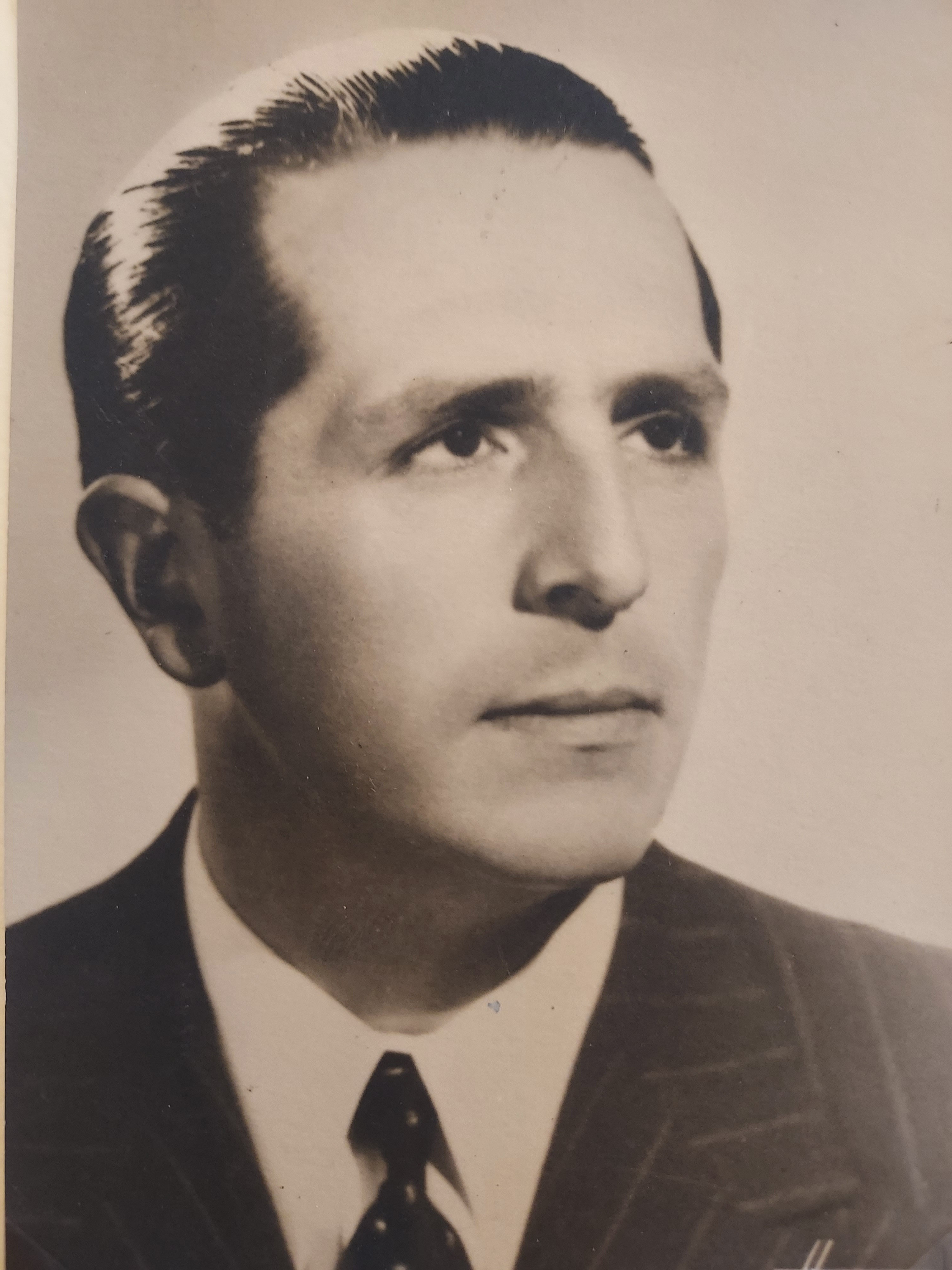
Hubert de Chambure (1903-1953).
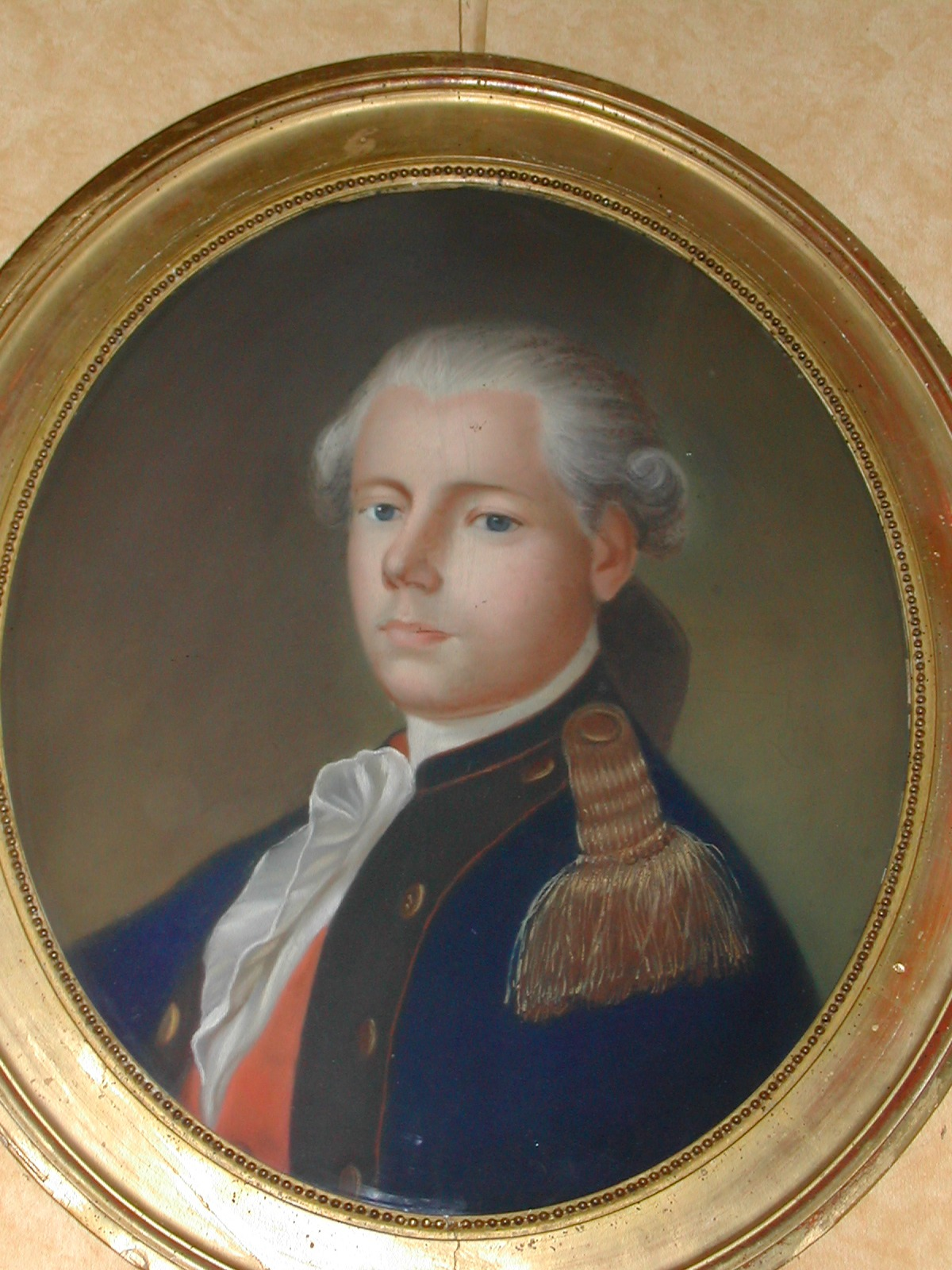
Claude Denis de Chambure (d'Hugémont) (1775-1865).
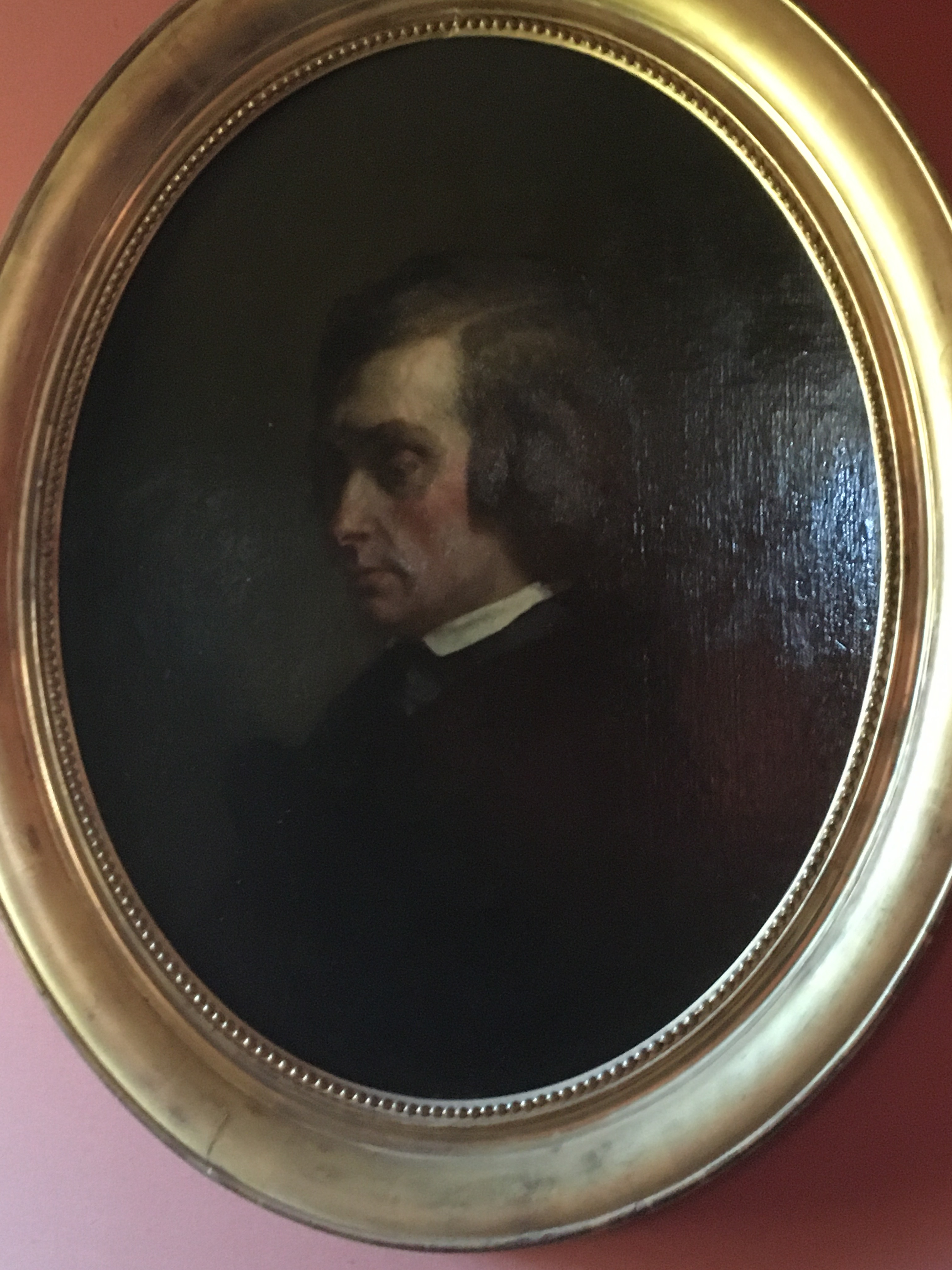
Eugène-Andoche de Chambure (1813-1897). Par Jean-François Millet, 1846.
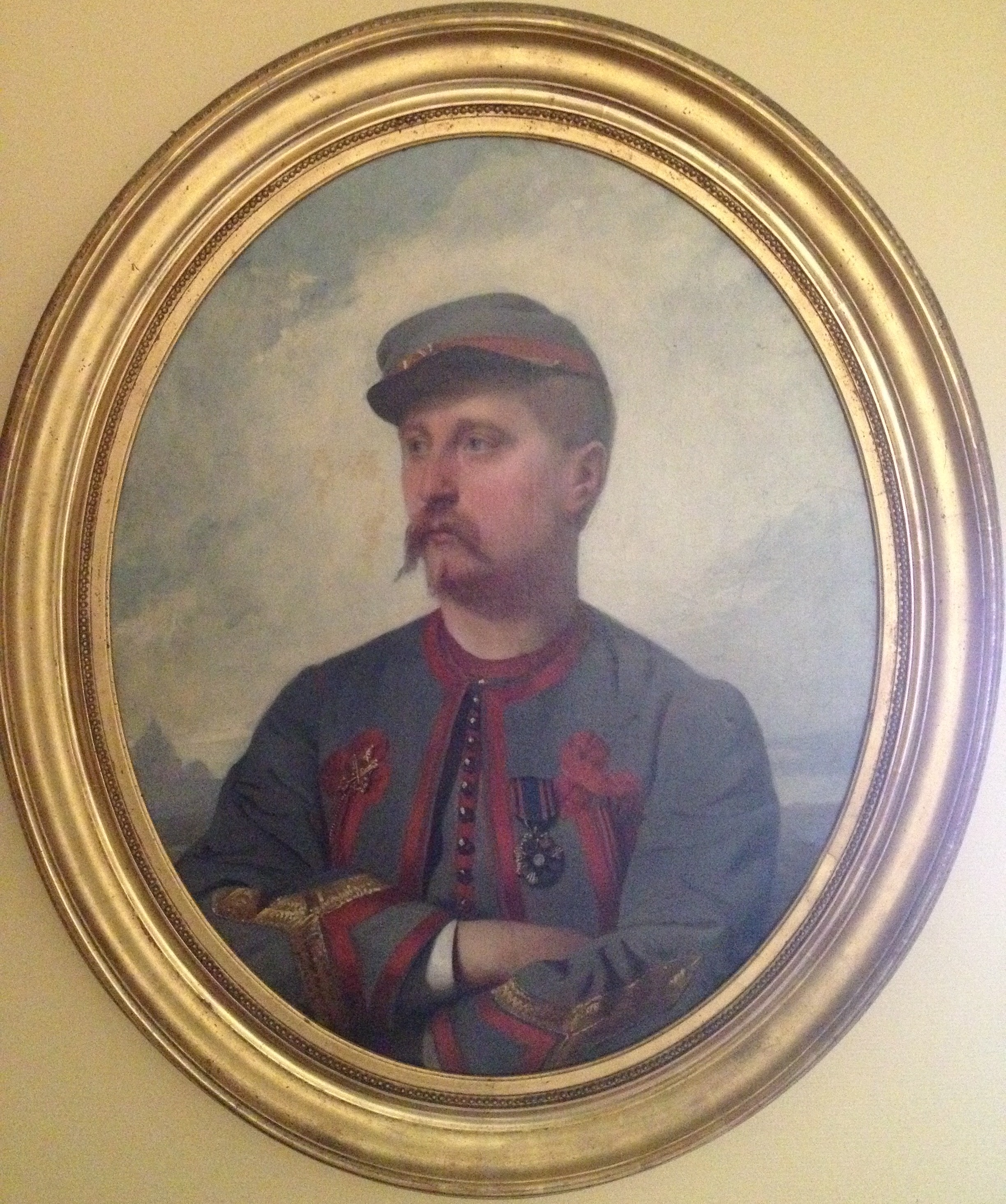
Henri de Chambure (1835-1907).
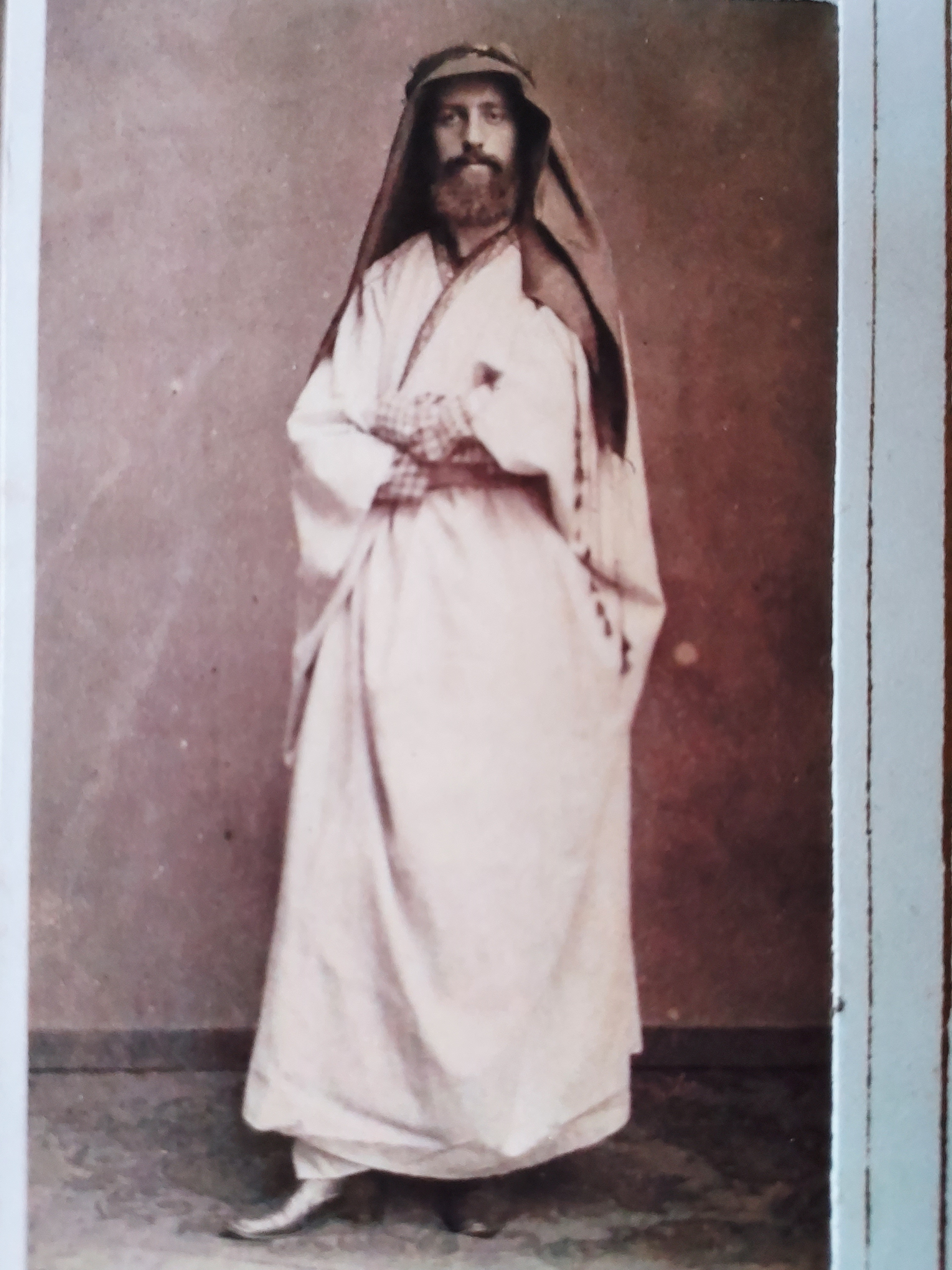
Pierre de Chambure (1872-1924).
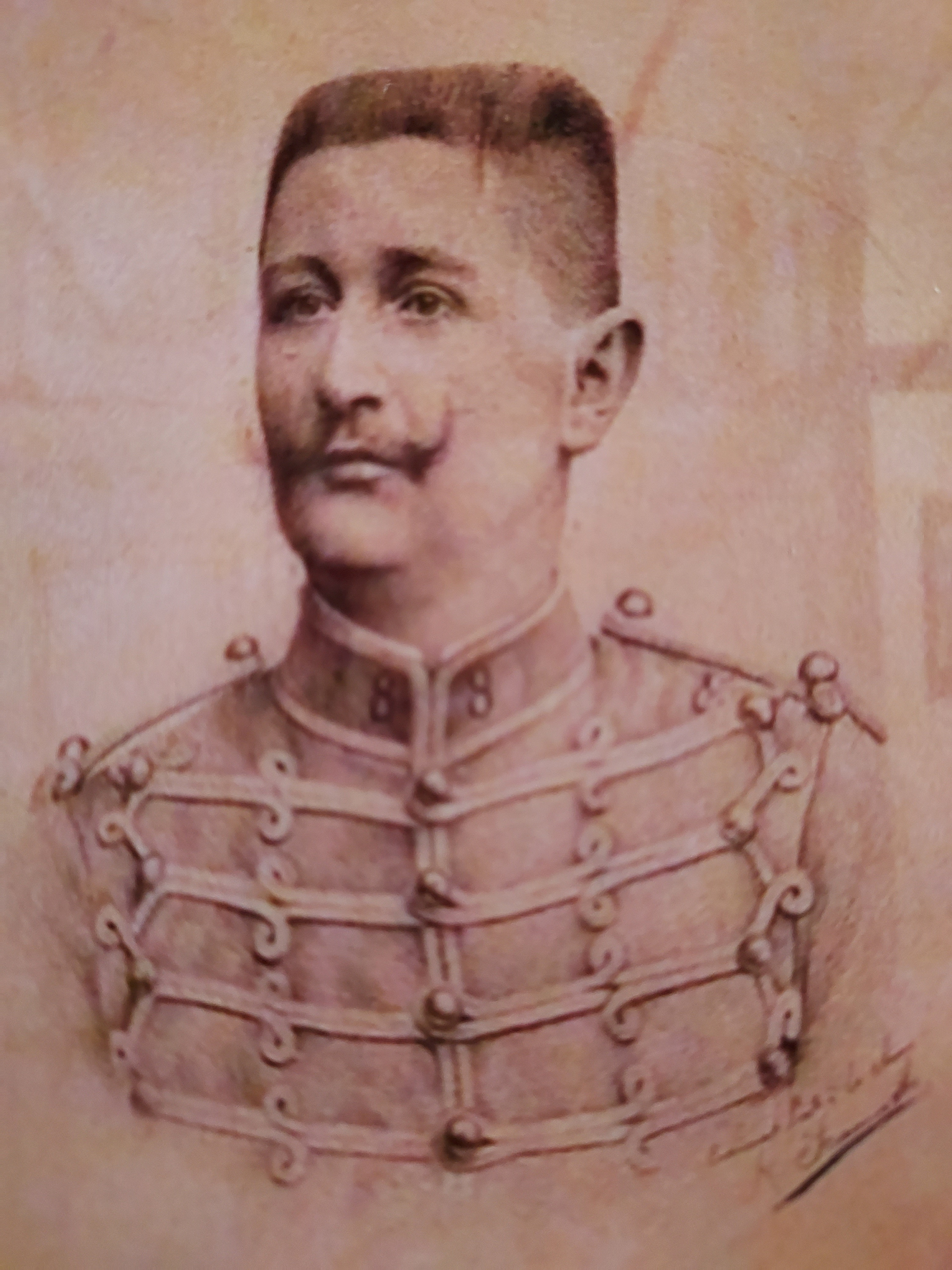
Joseph de Chambure d’Hugémont (1870-1942).

## Alliances

### Tronc commun
Mathey ou Mathieu (v. 1600), du Vernoy (v. 1615), des Belins (1619), Coquard (1654), Laligant (1686), Nuguet (1716), Digoy (1725), Landes (1758), etc.

### Branche aînée
Pioret (1780), Blydestein (v. 1820), etc

### Branche denisienne
Bérard (1790). Rameau carlovicien : Donker van der Hoff (1812), Mathieu (1852), Durand de Gevigney (1891), Chapuy (1919), du Laurens d’Oiselay (1961), de Châteaubodeau (1990), Wibaux (2016), Mahon Helguero (2020), La Fayolle de Mars (1990), Fasquelle (1956), Franconny, Sahondraharimalala, Balaguy (1993), Pincent (2000), Delahaye (2008). Rameau franciscain : Chevrot (1832), Molinard-Defrance de Helican (1868), van Kempen (1898), Simon-Beauvois (1865), Courtois-Desquibes (1900), Singer (1941), Thibault (1931), Niemann (1961), Schmöle (1971), de Polignac (1955), Girod de l’Ain (1981), Fueyo Bros (2017), Gustin (1980), Weber (1992), Leca (2009), Giraud-Sauveur (1958), Le (1964), Howse (2005), etc.

### Branche ludovicienne
Wunderlich (1800), Rouget de Saint-Pierre (1836), Saussine (1883), etc.

### Branche cadette
Rouvière (v. 1795), Pelletier de Chambure (1842), Lecomte (1868), Balsan (1901), Bonabot (1916), de Magy (1902), Favier (1925), Dareau (1834), d’Erp d’Holt et Baerlo (1865), de Beffroy de La Grève (1895), Delame-Lelièvre (1923), Crublier de Fougères (1950), de Jaham-Corbière (1999), de Montpellier de Védrin (1958), de Montaudoüin (1999), Quarré de Boiry (2016), Desrousseaux de Vandières (1967), Rousseau (1972), Rotzoll (1994), Bisimwa (2003), Duval (2000), de La Fons de La Plesnoye (1934), de La Gorce (1962), Brunet d’Evry (1989), Boutaud de La Combe (1963), Levoir (1990), Savary de Beauregard (1995), Balick de Sciry (1897), Cuypers de Grysoord (v. 1930), Bouret d’Erigny (v. 1930).

## Demeures
- Manoir de Palmaroux (Montsauche-les-Settons)
- Château de La Chaux (Alligny-en-Morvan)[27]
- Domaines de Chappe et de Reuillon (Censerey)
- Château de Soye[28]
- Château de Rochepleine[29]
- Hôtel du 13 de la rue de l’Hôpital à Semur-en-Auxois
- Castel de Fleury (Escrignelles)[30]
- Château et haras d’Etréham
- Hôtel du 126 boulevard Maurice Barrès à Neuilly-sur-Seine[29]
- Château de Montmartin (Lavault-de-Frétoy)
- Château d’Hugémont (Dompierre-sur-Helpe)[29]
- Château de Chandaire (Arthon)[30]
- Château de la Roche (Monts)
- Château de Bellignies
- Château du Tom Zuytpeene (Cassel)
- Château du Nieppe (Renescure)[29]
- Domaine de Mattemburgh (Hoogerheide, Pays-Bas)

## Sources